# San Salvador Norte

San Salvador Norte es uno de los 44 municipios en los que se encuentra dividido El Salvador y pertenece al Departamento de San Salvador. Es el municipio de mayor extensión territorial y el menos poblado de los cinco que conforman el departamento. Limita al norte con el municipio de Chalatenango Centro (Nueva Concepción), al sur con los municipios de San Salvador Oeste y San Salvador Este, al este con el municipio de Cuscatlán Norte (Suchitoto) y al oeste con el municipio de La Libertad Norte (Quezaltepeque). Fue creado el 13 de junio de 2023y está conformado por los distritos (exmunicipios) de Aguilares, El Paisnal y Guazapa. 
El municipio está conformado por dos ciudades (Guazapa y Aguilares) y una villa (El Paisnal), de las cuales la más poblada es Guazapa, de acuerdo al censo de 2007. Dicha ciudad se encuentra a 21 km de la ciudad de San Salvador. Por su parte, Aguilares está ubicada a 32 km, en tanto que la villa de El Paisnal está a 40 km y es la cabecera del distrito menos poblado del departamento de San Salvador.

## División administrativa
El municipio está políticamente dividido en 3 distritos, 2 ciudades, 1 villa, 25 cantones y 158 asentamientos humanos, de acuerdo al detalle siguiente:
| N.º     | Distritos  | Área Km2 | Población (censo 2007) | N.º cantones | N.º caserios |
| ------- | ---------- | -------- | ---------------------- | ------------ | ------------ |
| 1       | Aguilares  | 33.60    | 21,267                 | 5            | 41           |
| 2       | El Paisnal | 125.49   | 14,551                 | 12           | 47           |
| 3       | Guazapa    | 63.65    | 22,906                 | 8            | 70           |
| TOTALES | TOTALES    | 222.86   | 58,724                 | 25           | 158          |

## Toponimia
El Paisnal: Su nombre significa: Al otro lado del Pashte o Corredor Ajil, pues proviene de las raíces Pacht, Pashte, Nal, al otro lado es palabra derivada de Paynal.
Guazapa: Su nombre significa: Río de los Guace, Río que seca, Peñón de los Pitos, Río que Pita o Río de los Pitos, proviene de las raíces Huatza=secarse, Apan= río, Guaz= ave migratoria, Apa=río.